# Pseudotalopia sakuraii
Pseudotalopia sakuraii is een slakkensoort uit de familie van de Trochidae. De wetenschappelijke naam van de soort is voor het eerst geldig gepubliceerd in 1961 door Habe.